# Ricardo Sastre
Ricardo Daniel Sastre (Puerto Madryn, Chubut, 7 de enero de 1972) es un político argentino que se desempeñó como vicegobernador de la provincia del Chubut entre 2019 y 2023. Además es el presidente del Club Social y Deportivo Madryn.

## Biografía
Sastre nació en Puerto Madryn, Chubut, en 1972. Realizó sus estudios primarios en la Escuela N° 84 y secundarios en la Escuela N° 750.
En 2004 asumió la presidencia del Club Social y Deportivo Madryn, una de las instituciones más importantes de la provincia. Estuvo al frente de la organización hasta el 2007, cuando aceptó el llamado del gobernador Mario Das Neves para ir en la lista de diputados provinciales del Partido Justicialista. Renunció a su cargo en la entidad deportiva y por asamblea su hermano Gustavo fue elegido su sucesor.
Se desempeñó como legislador hasta el 2011, año en el que fue elegido intendente de Puerto Madryn. Cuatro años más tarde se candidateó por el frente Chubut Somos Todos y obtuvo la reelección.
En las elecciones provinciales de 2019 acompañó a Mariano Arcioni en la fórmula para gobernador de la alianza Chubut Somos Todos. El 9 de junio se proclamaron ganadores con el 41,34% de los votos.